# FC CFR 1907 Cluj
El FC CFR 1907 Cluj és un club de futbol romanès de la ciutat de Cluj-Napoca. Les lletres CFR signifiquen Căile Ferate Române (Vies Ferrades o Fèrries Romaneses).

## Història
El club foud fundat l'any 1907, quan la ciutat de Cluj feia part de l'Imperi Austrohongarès. El nom original en hongarès fou Kolozsvári Vasutas Sport Club (K.V.S.C.) i representava els treballadors de les vies de tren. Entre 1907 i 1910 disputà el campionat de Kolozsvár (avui Cluj-Napoca). El 1910 guanyà el nou campionat de Transsilvània i accedí a la segona posició entre 1911 i 1914. Després de la I Guerra Mundial, Transsilvània esdevingué part de Romania i el club canvià el nom pel de C.F.R. Cluj. Guanyà títols regionals el 1918-1919 i 1919-1920.
Entre 1934 i 1936 jugà a la Divizia B romanesa. Durant la Segona Guerra Mundial s'anomenà Kolozsvári AC i jugà a la segona divisió hongaresa i a la primera entre 1941-1944. Acabada la guerra retornà al nom i lliga romanesos.
La temporada 1946-47 el club es fusionà amb un club de la ciutat anomenat Ferar Cluj i jugà a la Divizia A pel primer cop a la seva història. El 1960 es produeix una altra fusió, amb el C.S.M. Cluj. El 1964 el nom canvia a Clujeana, i tornà al cap de tres anys de nou a CFR. El 1969 tornà a la primera divisió vint anys després. La millor temporada de la història del club fou la 2007-08. El club es proclamà campió de lliga i de copa (doblet), primers títols nacionals de la seva història.

### Evolució del nom
- 1907: Kolozsvári Vasutas Sport Club
- 1918: CFR Cluj
- 1940: Kolozsvári AC
- 1945: CFR Cluj
- 1950: Locomotiva Cluj
- 1957: CFR Cluj
- 1960: CSM Cluj
- 1964: Clujeana Cluj
- 1967: CFR Cluj
- 1982: Steaua CFR Cluj
- 1990: CFR Ecomax Cluj
- 2006: CFR 1907 Cluj

## Actuacions a Primera Divisió
| Temporada | Posició | Victòries | Empats | Derrotes | Gols  | Punts |
| --------- | ------- | --------- | ------ | -------- | ----- | ----- |
| 1947-1948 | 8       | 9         | 10     | 11       | 48-42 | 28    |
| 1948-1949 | 11      | 9         | 5      | 12       | 39-67 | 23    |
| 1969-1970 | 14      | 10        | 7      | 13       | 29-45 | 27    |
| 1970-1971 | 14      | 9         | 8      | 13       | 37-52 | 26    |
| 1971-1972 | 13      | 9         | 7      | 14       | 27-37 | 25    |
| 1972-1973 | 5       | 11        | 11     | 8        | 33-33 | 33    |
| 1973-1974 | 14      | 11        | 9      | 14       | 40-53 | 31    |
| 1974-1975 | 15      | 11        | 10     | 13       | 26-34 | 32    |
| 1975-1976 | 17      | 9         | 10     | 15       | 30-39 | 28    |
| 2004-2005 | 11      | 9         | 9      | 12       | 33-44 | 36    |
| 2005-2006 | 5       | 14        | 8      | 8        | 36-27 | 50    |
| 2006-2007 | 3       | 21        | 6      | 7        | 59-32 | 69    |
| 2007-2008 | 1       | 23        | 7      | 4        | 52-22 | 76    |

## Futbolistes destacats
- Stefan Kovacs
- Dorinel Munteanu
- Eugen Trică
- Alin Minteuan
- Vasile Jula
- Romeo Surdu
- Adrian Anca
- Martin Tudor
- Ioannis Matzourakis
- Marius Bretan
- Viorel Visan
- Augustin Tegean
- Cristian Dulca
- Cristian Coroian

## Palmarès
- Campionat de Transsilvània: (1) 1910
- Lliga romanesa de futbol: (6) 2007-08, 2009-10, 2011-12, 2017-18, 2018-19, 2019-2020
- Copa romanesa de futbol: (4) 2007-08, 2008-09, 2009-10, 2015-16
- Supercopa romanesa de futbol: (3) 2009, 2010, 2018